# 贝加尔
贝加尔（法語：Bégard，法語發音：[beɡaʁ]）是法国阿摩尔滨海省的一个市镇，位于该省西北部，属于甘冈区。

## 地理
贝加尔（48°37'41"N, 3°18'3"W）面积36.41 平方千米，位于法国布列塔尼大區阿摩尔滨海省，该省份为法国西北部沿海省份，位于布列塔尼半岛北部，北濒大西洋英吉利海峡，西接菲尼斯泰尔省，南至莫尔比昂省，东临伊勒-维莱讷省。
与贝加尔接壤的市镇（或旧市镇、城区）包括：布雷利迪、科阿塔斯科恩、卢阿尔加特、佩代尔内克、普吕聚内特、普拉特、圣洛朗。

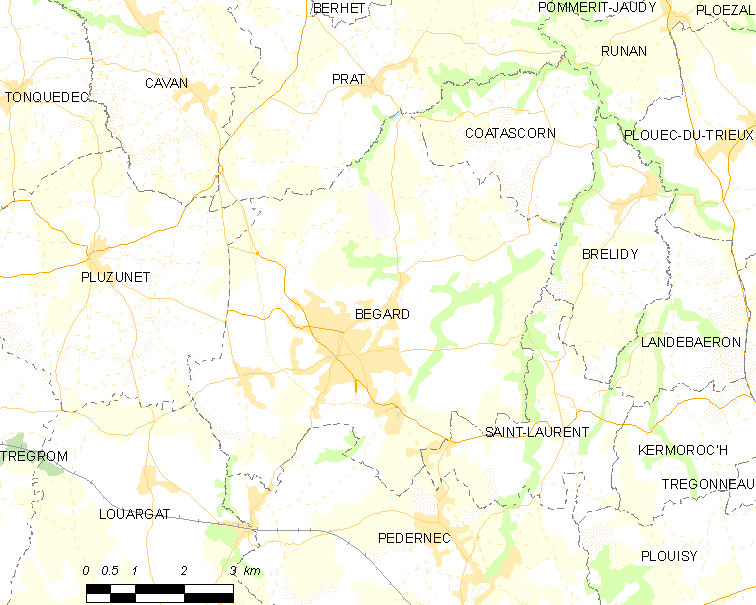
贝加尔的OSM定位图

贝加尔的时区为UTC+01:00、UTC+02:00（夏令时）。

## 行政
贝加尔的邮政编码为22140，INSEE市镇编码为22004。

## 政治
贝加尔所属的省级选区为贝加尔县。

## 人口

1962-2008年间贝加尔人口变化图示

贝加尔于2022年1月1日时的人口数量为4862人。